# Loami (Illinois)
Loami – wieś w Stanach Zjednoczonych, w stanie Illinois, w hrabstwie Sangamon.